# Brittany Curran
Brittany Curran (née le 2 juin 1990 à Boston, Massachusetts) est une actrice américaine.

## Biographie
Elle est d'abord apparue dans des téléfilms et séries télévisées comme Les Sauvages, Drake et Josh, Mad TV, Power Rangers et La Vie de palace de Zack et Cody. Elle a aussi obtenu des rôles secondaires dans différents films comme 30 ans sinon rien, Les Mots d'Akeelah, et aussi dans le film Disney Channel Figure libre. Curran est aussi apparue dans une pub contre la drogue. Et dans Les Aventures de Food Boy.

## Filmographie

### Cinéma
- 2004 : 30 ans sinon rien (13 Going on 30) : Six Chick
- 2004 : U.S. Air Marshalls : Mindy la pom-pom girl
- 2004 : Frenching : Stéphanie
- 2005 : Betsy : Betsy
- 2006 : Monster House : Jenny (Voix)
- 2006 : Les Mots d'Akeelah (Akeelah and the Bee)
- 2007 : Le livre magique (The Haunting Hour: Don't Think About It) : Priscilla Wright
- 2007 : A Lesson in Biology : Alma
- 2008 : The Uninvited : Helena
- 2008 : Diamond Dog: Chien Milliardaire (Dog Gone) : Lilly
- 2008 : Les Aventures de Food Boy (The Adventures of Food Boy) : Shelby
- 2009 : Blondes pour la vie (Legally Blondes) : Tiffany
- 2013 : Captured : Julie
- 2013 : Backmask de Marcus Nispel : Reign
- 2014 : Dear White People : Sophie Fletcher
- 2018 : The man from earth : Holocene : Tara

### Télévision
- 2001 : MADtv (série télévisée) : Ruthie
- 2002 : Power Rangers : Force animale (série télévisée) : La petite fille
- 2004 : Les sauvages (Complete Savages) (série télévisée) : Josie
- 2005 : Figure libre (Go Figure) (téléfilm) : Pamela
- 2006 : Les Feux de l'amour (The Young and Restless) (série télévisée) : Lindsay
- 2006-2007 : Drake et Josh (série télévisée) : Carly
- 2007 : La Vie de palace de Zack et Cody (The Suit Life of Zack and Cody) : Chelsea Brimmer
- 2007 : Zip (téléfilm) : Natalie
- 2007 : Shark (série télévisée) : Annie
- 2007 : Mr Robinson's Driving School (série télévisée) : Missy
- 2007-2008 : Yay Me! Starring London Tipton (série télévisée) : Chelsea Brimmer
- 2008 : La Vie de croisière de Zack et Cody (The Suit Life on Deck) (série télévisée) : Chelsea
- 2009 : Ghost Whisperer (série télévisée) : Kristy Marks
- 2009-2011 : Men of a Certain Age (série télévisée) : Lucy
- 2012 : Esprits criminels (série télévisée) : Addyson
- 2013 : Chicago Fire (série télévisée) : Katie Nolan
- 2015 : Double Daddy (téléfilm) : Heather
- 2016-2020: The Magicians (série télévisée) : Fen